# Нзуанго, Феликс
Феликс Виктор Анлонг Нзуанго Бикиен (фр. Félix Victor Anlong Nzouango Bikien; род. 7 января 2003, Крей) — французский футболист камерунского происхождения, защитник клуба «Беерсхот».

## Клубная карьера
Нзуанго — воспитанник клубов «Креиль», «Амьен» и итальянского «Ювентуса». 3 сентября 2022 года в матче против «Тренто» он дебютировал в итальянской Серии C за дублирующий состав последних. В 2023 года Нзуанго перешёл в бельгийским «Беерсхот». В матче против «Зюлте-Варегем» он дебютировал в Челленджер Про Лига. 9 сентября в поединке Кубка Бельгии против «Локерен-Темсе» Феликс забил свой первый гол за «Беерсхот». По итогам дебютного сезона игрок помог клубу выйти в элиту.

## Международная карьера
В 2023 году в составе молодёжной сборной Франции Нзуанго принял участие в молодёжном чемпионате мира в Аргентине. На турнире он сыграл в матче против команды Гондураса.